# Dille Stormyrens naturreservat
Dille Stormyrens naturreservat är ett naturreservat i Krokoms kommun i Jämtlands län.
Området är naturskyddat sedan 2018 och är 27 hektar stort. Reservatet ligger norr om Östersund och består av våtmark och barrskog på kalkrik mark.